# Corno della Marogna
Corno della Marogna este o arie protejată (arie specială de conservare — SAC, sit de importanță comunitară — SCI) din Italia întinsă pe o suprafață de 3.571 ha, integral pe uscat.

## Localizare
Centrul sitului Corno della Marogna este situat la coordonatele 45°48′18″N 10°41′22″E / 45.805°N 10.6895°E.

## Înființare
Situl Corno della Marogna a fost declarat sit de importanță comunitară în iunie 1995 pentru a proteja 4 specii de plante și 112 specii de animale. Situl a fost protejat și ca arie specială de conservare în iulie 2016.

## Biodiversitate
Situată în ecoregiunea alpină, aria protejată conține 10 habitate naturale: Tufărișuri cu Pinus mugo și Rhododendron hirsutum (Mugo-Rhododendretum hirsuti), Izvoare petrifiante cu formare de travertin (Cratoneurion), Păduri ilirice de Fagus sylvatica (Aremonio-Fagion), Mlaștini alcaline, Pajiști uscate seminaturale și facies de acoperire cu tufișuri pe substraturi calcaroase (Festuco-Brometalia) (* situri importante pentru orhidee), Pajiști alpine și subalpine calcaroase, Pante stâncoase calcaroase cu vegetație casmofită, Pajiști alpine și boreale, Grohotișuri termofile și vest-mediteraneene, Râuri de munte și vegetația lor lemnoasă cu Salix elaeagnos.
La baza desemnării sitului se află mai multe specii protejate:
- plante (4): papucul doamnei (Cypripedium calceolus), Daphne petraea, Gladiolus palustris, Saxifraga tombeanensis
- păsări (104): inărița (Acanthis flammea), uliu porumbar (Accipiter gentilis), uliu păsărar (Accipiter nisus), lăcar-de-mlaștină (Acrocephalus palustris), pițigoi codat (Aegithalos caudatus), minunița (Aegolius funereus), ciocârlie-de-câmp (Alauda arvensis), pescăruș albastru (Alcedo atthis), potârnichea de stâncă (Alectoris graeca saxatilis), fâsă de luncă (Anthus pratensis), fâsă de pădure (Anthus spinoletta), fâsă de pădure (Anthus trivialis), acvilă de munte (Aquila chrysaetos), ciuf-de-pădure (Asio otus), cocoșul de mesteacăn (Bonasa bonasia), buha (Bubo bubo), șorecarul comun (Buteo buteo), caprimulg (Caprimulgus europaeus), sticlete (Carduelis carduelis), Certhia brachydactyla, cojoaica de pădure (Certhia familiaris), florinte (Chloris chloris), mierla de apă (Cinclus cinclus), șerpar (Circaetus gallicus), erete vânăt (Circus cyaneus), botgros (Coccothraustes coccothraustes), porumbel gulerat (Columba palumbus), corb (Corvus corax), cristeiul de câmp (Crex crex), cuc (Cuculus canorus), pițigoi albastru (Cyanistes caeruleus), lăstun de casă (Delichon urbicum), ciocănitoare pestriță mare (Dendrocopos major), ciocănitoare neagră (Dryocopus martius), presură sură (Emberiza calandra), presură de munte (Emberiza cia), presură galbenă (Emberiza citrinella), presură de grădină (Emberiza hortulana), măcăleandru (Erithacus rubecula), Eudromias morinellus, șoim călător (Falco peregrinus), vânturel roșu (Falco tinnunculus), muscar negru (Ficedula hypoleuca), cinteză (Fringilla coelebs), Fringilla montifringilla, gaiță (Garrulus glandarius), ciuvică (Glaucidium passerinum), Hippolais polyglotta, rândunică (Hirundo rustica), capîntortură (Jynx torquilla), sfrâncioc roșiatic (Lanius collurio), sfrâncioc mare (Lanius excubitor), câneparul (Linaria cannabina), pițigoi moțat (Lophophanes cristatus), forfecuță gălbuie (Loxia curvirostra), privighetoare (Luscinia megarhynchos), Lyrurus tetrix tetrix, gaia neagră (Milvus migrans), mierlă de piatră (Monticola saxatilis), codobatură galbenă (Motacilla alba), muscar sur (Muscicapa striata), alunar (Nucifraga caryocatactes), pietrar sur (Oenanthe oenanthe), ciuf-pitic (Otus scops), pițigoi mare (Parus major), pițigoi de brădet (Periparus ater), viespar (Pernis apivorus), codroș de munte (Phoenicurus ochruros), codroșul de pădure (Phoenicurus phoenicurus), pitulice de munte (Phylloscopus bonelli), pitulice de munte (Phylloscopus collybita), pitulice sfârâitoare (Phylloscopus sibilatrix), pitulice-fluierătoare (Phylloscopus trochilus), ciocănitoare verzuie (Picus canus), ciocănitoarea verde (Picus viridis), pițigoi de munte (Poecile montanus), pițigoi sur (Poecile palustris), Prunella collaris, brumăriță de pădure (Prunella modularis), stăncuță alpină (Pyrrhocorax graculus), mugurarul (Pyrrhula pyrrhula), aușel sprâncenat (Regulus ignicapilla), aușel cu cap galben (Regulus regulus), pițigoi-pungar (Remiz pendulinus), mărăcinar (Saxicola rubetra), mărăcinar negru (Saxicola torquatus), sitar de pădure (Scolopax rusticola), scatiu (Spinus spinus), turturică (Streptopelia turtur), huhurez mic (Strix aluco), silvie cu cap negru (Sylvia atricapilla), silvie de zăvoi (Sylvia borin), silvie de câmp (Sylvia communis), silvie-mică (Sylvia curruca), silvie porumbacă (Sylvia nisoria), Tachymarptis melba,  cocoș de munte (Tetrao urogallus), fluturașul de stâncă (Tichodroma muraria), pănțărușul (Troglodytes troglodytes), mierlă (Turdus merula), sturz-cântător (Turdus philomelos), mierlă gulerată (Turdus torquatus), sturzul de vâsc (Turdus viscivorus), pupăză (Upupa epops)
- amfibieni (2): izvoraș-cu-burta-galbenă (Bombina variegata), Triturus carnifex
- mamifere (2): râs eurasiatic (Lynx lynx), urs brun (Ursus arctos)
- nevertebrate (3): Austropotamobius pallipes, croitorul mare al stejarului (Cerambyx cerdo), rădașcă (Lucanus cervus)
- pești (1): zglăvoacă (Cottus gobio)

Pe lângă speciile protejate, pe teritoriul sitului au mai fost identificate 85 de specii de plante, 5 specii de amfibieni, 15 specii de mamifere, 7 specii de nevertebrate, 7 specii de reptile.